# NGC 3542
NGC 3542 is een balkspiraalstelsel in het sterrenbeeld Grote Beer. Het hemelobject werd op 26 maart 1884 ontdekt door de Franse astronoom Édouard Jean-Marie Stephan.

## Synoniemen
- MCG 6-25-13
- ZWG 185.13
- IRAS11071+3712
- PGC 33868